# Brandon Carter

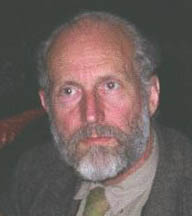
Brandon Carter

Brandon Carter (* 1942) ist ein australischer theoretischer Physiker. Er ist vor allem durch seine Arbeiten über Schwarze Löcher und für seine Formulierung des Anthropischen Prinzips in seiner heutigen Form bekannt. Carter forscht am Centre national de la recherche scientifique in Paris, am Observatorium von Paris-Meudon.
Carter studierte an der Universität Cambridge bei Dennis Sciama. Er lieferte bedeutende Beiträge zum „Goldenen Zeitalter“ der Allgemeinen Relativitätstheorie in den 1960er und 1970er Jahren und fand die nach ihm benannte Carter-Konstante. Zusammen mit Werner Israel und Stephen Hawking bewies er das „No hair theorem“ in der Allgemeinen Relativitätstheorie, nach dem statische Schwarze Löcher durch Masse, Drehimpuls und Ladung vollständig charakterisiert sind. In den 1980er Jahren formulierte er das Doomsday-Argument.
2005 formulierten Carter, Chachoua und Chamel eine relativistische Theorie für elastische Deformationen in Neutronensternen.

## Publikationen
- Global structure of the Kerr family of gravitational fields. Phys. Rev. 174, 1968, 1559–1571.
- Hamilton-Jacobi and Schrödinger separable solutions of Einstein's equations. Commun. Math. Phys. 10, 1968, 280–310.
- An axisymmetric black hole has only two degrees of freedom. Phys. Rev. Lett. 26, 1970, 331–333.
- mit James M. Bardeen, Stephen Hawking The four laws of black hole mechanics, Communications in Mathematical Physics, Band 31, 1973, 161–170
- mit James Hartle (Hrsg.) Gravitation in astrophysics, Cargèse Lectures, 1986. New York: Plenum Press 1087. ISBN 0-306-42590-4.
- The general theory of the mechanical, electromagnetic and thermodynamic properties of black holes, in Hawking, Israel (Hrsg.) General Relativity. An Einstein Centenary Survey, Cambridge University Press 1979
- Black hole equilibrium states, in Bryce DeWitt, Cécile DeWitt-Morette (Hrsg.) Black Holes, Les Houches Lectures 1973